# Кайын журт
Кайы́н журт, кайынжурт (кирг. Кайын журт) — термин семейно-родственной связи у кыргызов, родственники жены по отношению к мужу (мать, отец, братья, сестры и т. д.), у кыргызов к кайын журт относятся и родственники по род. принадлежности. В обычаях и традициях кыргызов кайын журт пользуется большим почтением. Юноша, прежде чем брать в жёны девушку, обращает внимание на её родственников, на соблюдение в их роду традиций, ритуалов, на взаимоотношения между ними (кыргызская поговорка «катын алба, кайын ал» — «женись не на девушке, женись на её родственниках»).